# Пинто, Грация
Гра́ция Мари́я Пинто (итал. Grazia Maria Pinto; род. 22 апреля 1988, Катания, Сицилия) — итальянская модель, победительница конкурса красоты «Мисс Вселенная Италия», участница международного конкурса красоты «Мисс Вселенная 2012».

## Биография
Грация Пинто родилась 22 апреля 1988 года в Катании (Сицилия).
31 августа 2012 года Грация выиграла национальный конкурс красоты и была коронована как «Мисс Вселенная Италия». Победа на этом конкурсе позволила ей право представлять Италию на международном конкурсе красоты «Мисс Вселенная 2012», но по итогам этого конкурса в топ-16 лучших она не вошла.